# Щецура, Дмитрий Васильевич
Дмитрий Васильевич Щецура (15 марта 1922 — 11 августа 1993) — разведчик 759-го стрелкового полка 163-й стрелковой дивизии 40-й армии 2-го Украинского фронта, ефрейтор. Герой Советского Союза.

## Биография
Родился 15 марта 1922 года в селе Шевченко ныне Старобешевского района Донецкой области. 
В Красной Армии с 1941 года. 13 марта 1944 года под огнём противника переправился через реку Южный Буг в районе посёлка Ладыжин. Группа облегчила форсирование реки другим подразделениями полка. 
13 сентября 1944 года за образцовое выполнение боевых заданий командования и проявленные при этом отвагу и геройство Дмитрию Васильевичу Щецуре было присвоено звание Героя Советского Союза с вручением ордена Ленина и медали «Золотая Звезда».
После демобилизации с 1945 года жил в городе Комсомольское Донецкой области. Умер 11 августа 1993 года.